# Basilica di San Vittore (Varese)
La basilica collegiata di San Vittore  è un luogo di culto cattolico, situato nel centro di Varese, dedicato a san Vittore. Di sua pertinenza sono il campanile barocco, ed il battistero di san Giovanni di stile gotico.

## Storia

### Costruzione ed eventi notevoli
La basilica fu edificata tra la prima metà del XVI e il XVII secolo su una chiesa precedente, forse trecentesca; nelle adiacenze del  battistero di San Giovanni risalente al XIV secolo.
La costruzione avvenne in tre momenti distinti: 
- il presbiterio, di foggia prettamente manierista-rinascimentale, fu costruito nella prima metà del 1500 (sulla base di una preesistente cappella d'epoca medievale) e consacrato già nel 1542[3];
- il corpo della chiesa: transetto e piedicroce, venne progettato dall'influente architetto Pellegrino Tibaldi e quindi edificato tra il 1580 e il 1625 sotto la direzione di Giuseppe Bernascone, che gli impresse un aspetto manierista[3];
- la facciata, neoclassica, si deve invece a Leopoldo Pollack, allievo del Piermarini, che la realizzò tra il 1788 e il 1791[1]. Minime aggiunte novecentesche vennero eseguite da Lodovico Pogliaghi[3].

Completa il patrimonio edilizio il campanile barocco-manierista, eretto a più riprese in un maggior lasso di tempo, tra il XVII e il XVIII secolo.
L'interno è caratterizzato da un'armoniosa decorazione realizzata in stile barocco a partire dall'inizio del Seicento, prevalentemente da artisti di area varesina, quali i pittori Morazzone, Salvatore Bianchi da Velate, Federico Bianchi, Pietro Antonio Magatti, Giovanni Battista Ronchelli e gli scultori Bernardino Castelli ed Elia Vincenzo Buzzi, e completata nell'Ottocento con la decorazione neobarocca delle volte e della cupola.
Il reverendo Carlo Rancati, dottore nelle leggi canonica e civile, protonotaro apostolico, vicario foraneo, che fu predicatore celebre, poeta e prosatore lodato, venne promosso con autorità pontificia a questa insigne collegiata di San Vittore in Varese; era ancora vivente nel 1702.
Il 30 maggio 1859, così come il campanile, la basilica fu bersaglio di alcune cannonate sparate dall'Imperial regio Esercito austro-ungarico comandato dal feldmaresciallo Karl von Urban come rappresaglia per il rifiuto della città di pagare una somma di denaro come indennizzo per la battaglia di Varese. Sulle mura meridionali del tempio è finanche rimasto conficcato un proiettile, il quale è stato poi preservato ed evidenziato da un'apposita iscrizione, dandogli valore di memoriale dell'epoca risorgimentale.
Nel maggio del 1925 papa Pio XI la elevò alla dignità di basilica minore.

## Descrizione

### Esterno

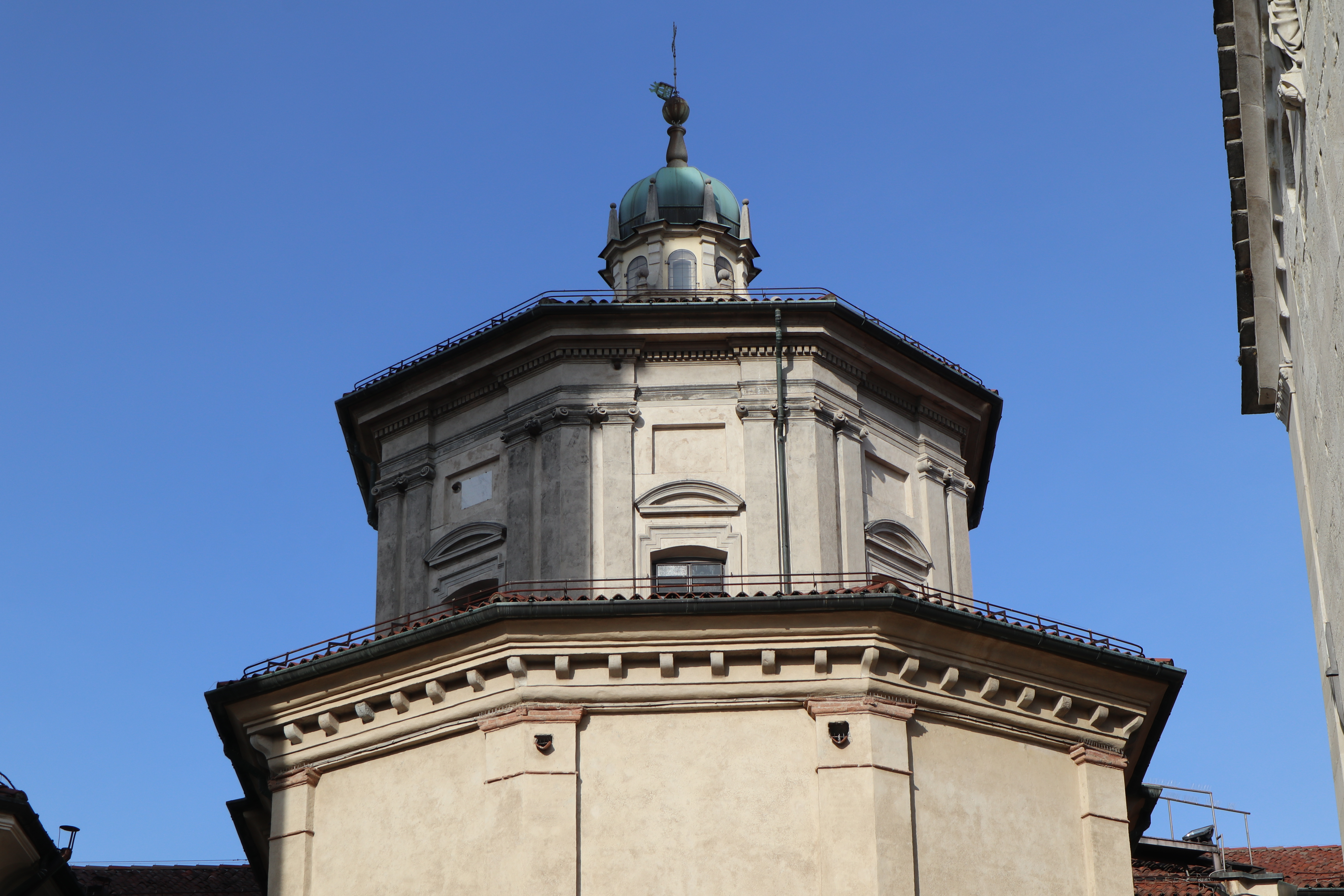
Il tiburio bramantesco.

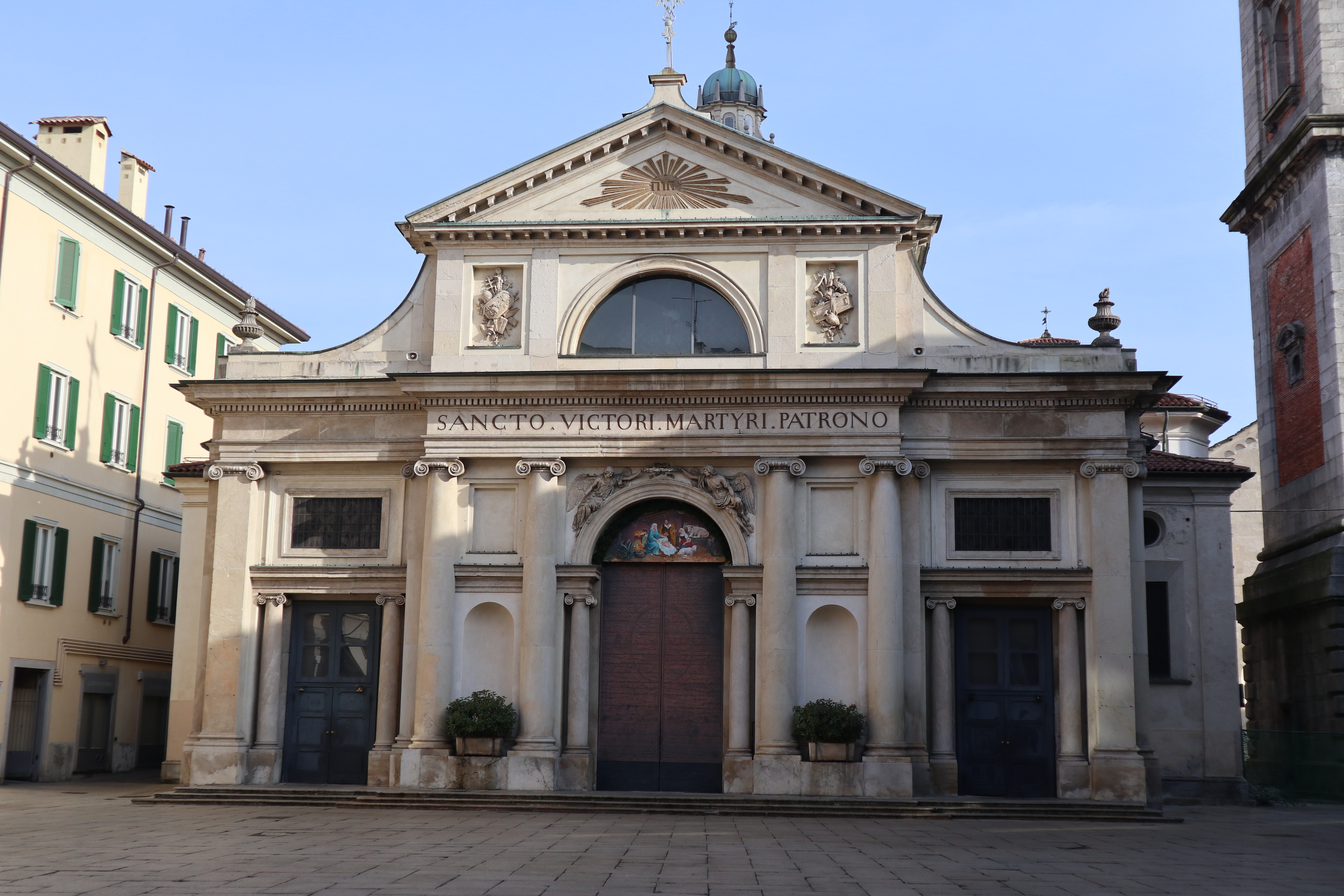
La facciata neoclassica.

Il tempio si presenta con pianta a croce latina, con l'aggiunta di due volumetrie laterali a parallelepipedo lungo il corpo anteriore (onde ricavarvi le navate laterali e le cappelle) e di un'altra più piccola sul lato destro del presbiterio (ospitante la sacrestia).
La candida facciata marmorea, rivolta come da prassi verso est, denota un rigido attaccamento ai dettami del neoclassicismo tardo-settecentesco: l'andamento non presenta elementi tortili/sinusoidali, imperniandosi invece sull'imponente trabeazione rettilinea, racchiusa da due cornicioni a tutta larghezza e recante la dedica a san Vittore. L'alzato che la regge si propone in ordine ionico, con quattro massicce colonne: su di esso s'imposta altresì l'attico, dalla base squadrata (ove le uniche concessioni curvilinee sono la vetrata maggiore e i contrafforti laterali) e dal tetto triangolare, direttamente ispirato all'architettura dei templi greco-romani. Gli architravi delle due porte laterali (sormontate da altrettanti lucernari) si prolungano verso il centro della facciata e terminano nel portale a tutto sesto, nei cui pennacchi fanno capolino due figure angeliche opera di Lodovico Pogliaghi.
Elemento qualificante dell'edificio è però il tiburio ottagonale che racchiude la cupola interna: anch'esso è d'ispirazione ionica, con paraste abbinate, legate da una trabeazione (architrave e fregio) e culminante nel cornicione (retto da appositi dentelli). Il Bernascone fece sì che le coppie di falsi pilastri dessero un'equilibrata scansione a ogni faccia del volume tiburiale, a guisa di "cerniere": su ciascuna faccia venne inoltre aperta una finestra scema, sormontata da una lunetta e quindi da una nicchia quadrangolare. Al centro della copertura a coppi s'innesta quindi la lanterna, elemento finalizzato a catturare la luce solare e distribuirla all'interno del tempio; a differenza del tiburio (eretto essenzialmente in muratura intonacata), esso è tutto realizzato in pietra scolpita: circondato da una balaustra e decorato con sfere e obelischi scandenti gli angoli, presenta otto finestre a tutto sesto centinate; otto fasce curvilinee inoltre congiungono la ringhiera con il corpo della lanterna medesima, che termina con una cupoletta rivestita in metallo, sormontata da un globo crucigero aureo.

### Interno
La volta della navata centrale venne decorata a partire dalla fine del XIX secolo in stile neo-barocco. Gli affreschi sono opera nel 1846 da G.B. Zari, che eseguì anche quelli dei Quattro Profeti Maggiori nei pennacchi e gli Apostoli ed Evangelisti nella cupola. Gli stucchi, vennero realizzati da Lodovico Pogliaghi nel 1929.

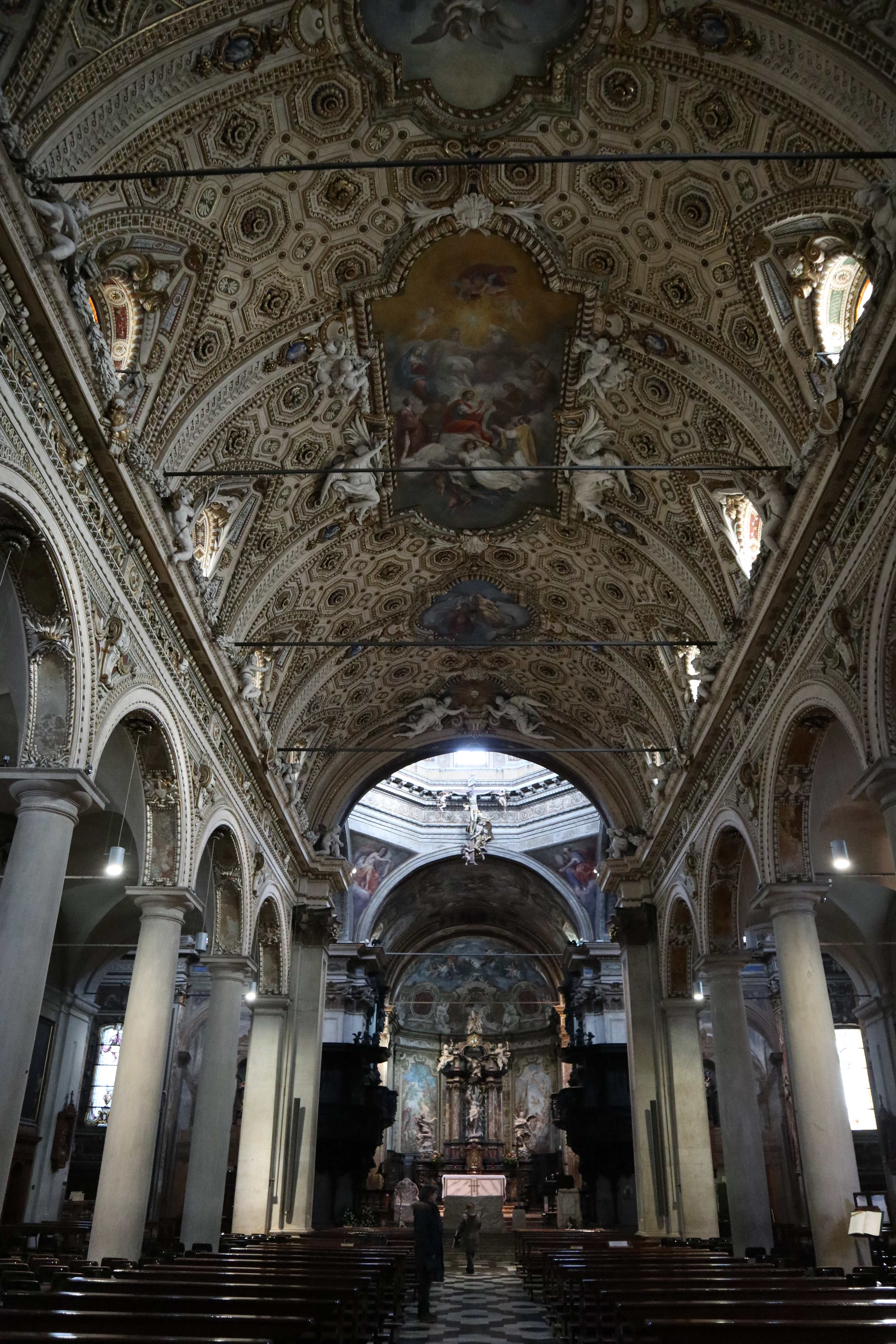
Veduta dell'interno.

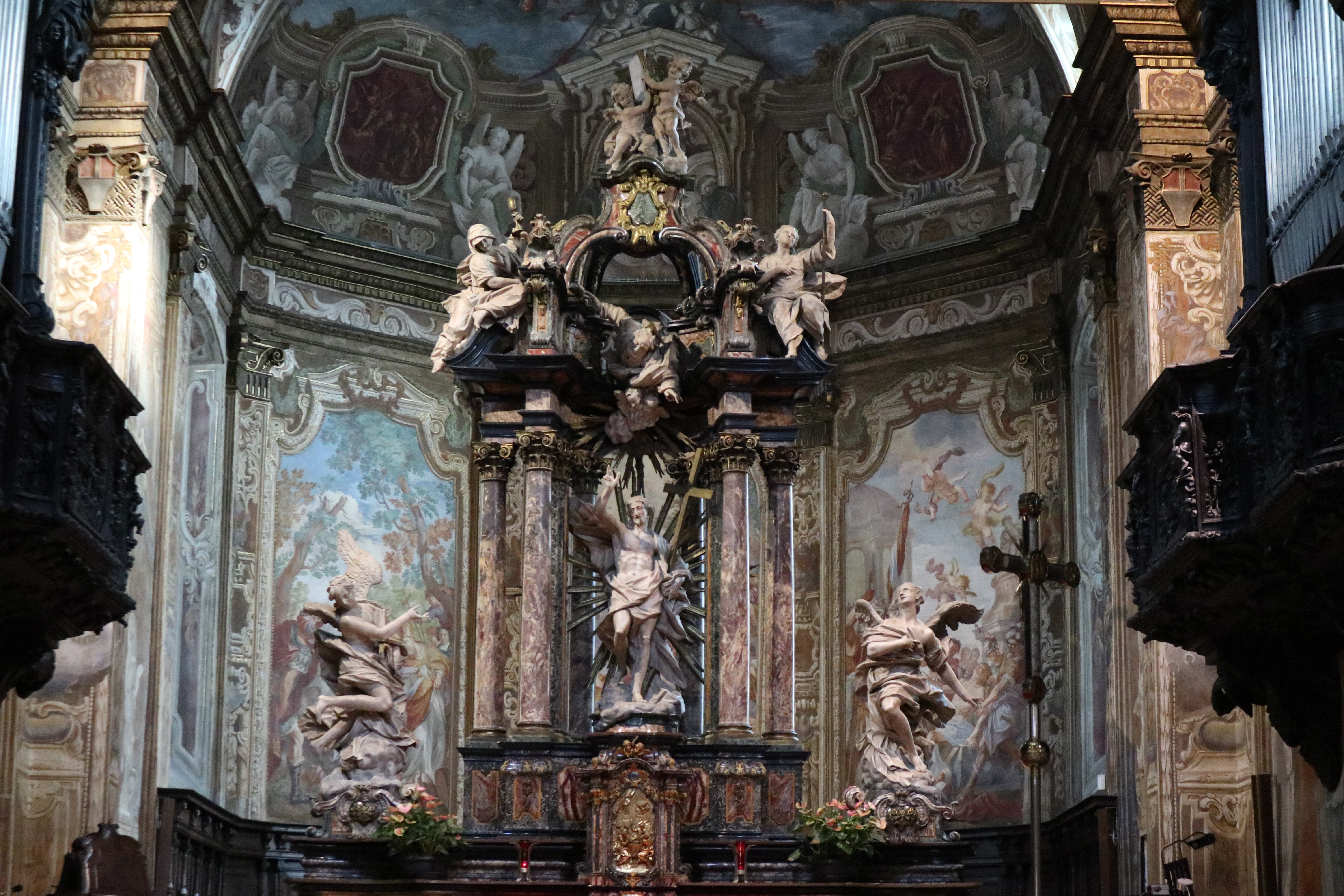
L'altar maggiore.

Il lungo presbiterio (a pianta poligonale) è la parte più antica, risalente al XVI secolo, di matrice "bramantesca". Appare occupato dall'altar maggiore, esempio di rococò lombardo eseguito dagli scultori viggiutesi Buzzi fra il 1734 e il 1742 su progetto dell'architetto milanese Bartolomeo Bolla. 
Le statue marmoree con Cristo Risorto, al centro, e Angeli, ai lati, furono disegnate da Pietro Antonio Magatti ed eseguite da Elia Vincenzo Buzzi.
La vivace e animata decorazione ad affresco vede, sulla volta, la Gloria di San Vittore, eseguita a partire dal 1675 da Giovanni Ghisolfi e Scene del Martirio di San Vittore, alle pareti, fatte da Salvatore Bianchi da Velate nel 1692. Ai lati del presbiterio sono i due pulpiti lignei del 1675 e due organi con cantorie, eseguiti fra il 1679 e il 1690. Tutto il mobilio è opera dell'intagliatore Bernardino Castelli.
Sulle due cantorie ai lati del presbiterio si trova l'organo a canne Mascioni opus 485, costruito nel 1936 reimpiegando il materiale fonico di un precedente strumento di Luigi Bernasconi del 1906. Lo strumento è a trasmissione integralmente elettrica e dispone di 63 registri. La consolle, mobile indipendente, è situata a pavimento nel presbiterio ed ha tre tastiere e pedaliera, con i comandi dei registri a placchette.

#### Cappelle laterali
Il tempio custodisce pregevoli opere della scuola pittorica barocca lombarda: in particolare i dipinti di Carlo Francesco Nuvolone (1609-1662), di Francesco Cairo (1607-1665) (La strage degli innocenti e L'Adorazione dei magi, attribuite), di Giovanni Battista Crespi detto "Il Cerano" (1573-1632). Di lui è conservata nella cappella di San Gregorio, la prima sulla destra, la celebre Messa di San Gregorio del 1615, considerato uno dei capolavori della scuola lombarda dell'epoca del cardinale Federico Borromeo. 
La Cappella del Rosario, nel braccio destro del transetto, è considerata un capolavoro del pittore locale Pier Francesco Mazzucchelli detto il Morazzone, dipinta negli anni 1616-17. Un'immagine della Madonna del XV secolo sull'altare è attorniata da 15 tondi su rame raffiguranti i Misteri del Rosario eseguiti dal Morazzone, come pure ai lati dell'altare gli affreschi Presentazione al tempio e Sposalizio della Vergine  e sulla volta l'Incoronazione della Vergine ed angeli musicanti. In alto, la tela con S. Domenico che riceve il Rosario è opera settecentesca di Pietro Antonio Magatti. Il paliotto d'altare intagliato raffigura la Battaglia di Lepanto del genovese Bernardo Castelli (1557-1629). 
Del varesino Morazzone sono anche i dipinti che ornano la Cappella della Maddalena, prima della navata sinistra. 
Nella successiva Cappella di santa Caterina d'Alessandria, il martirio della santa è opera settecentesca di Giovanni Battista Ronchelli; dal 2018, questa cappella ospita le spoglie del Venerabile Carlo Sonzini.
La cappella di santa Marta, nel braccio destro del transetto, presenta una copia della Deposizione, opera manierista di Simone Peterzano, mentre gli affreschi con le storie di Marta e Maria, tardoseicenteschi, sono di Federico Bianchi e Pietro del Sole: Santa Marta sconfigge il drago di Tarascona aspergendolo con l'acqua Santa, Santa Marta incontra Gesù Cristo alle porte di Betania, Cristo in casa di Marta e Maria, Resurrezione di Lazzaro, Pie donne al sepolcro, Cristo risorto appare alle pie donne, Santa Marta benedice un morente, alle pareti, Morte, Estasi e transito di Santa Marta nella volta.

 
Notevole è pure il gruppo scultoreo dipinto della Madonna Addolorata.

## Galleria d'immagini

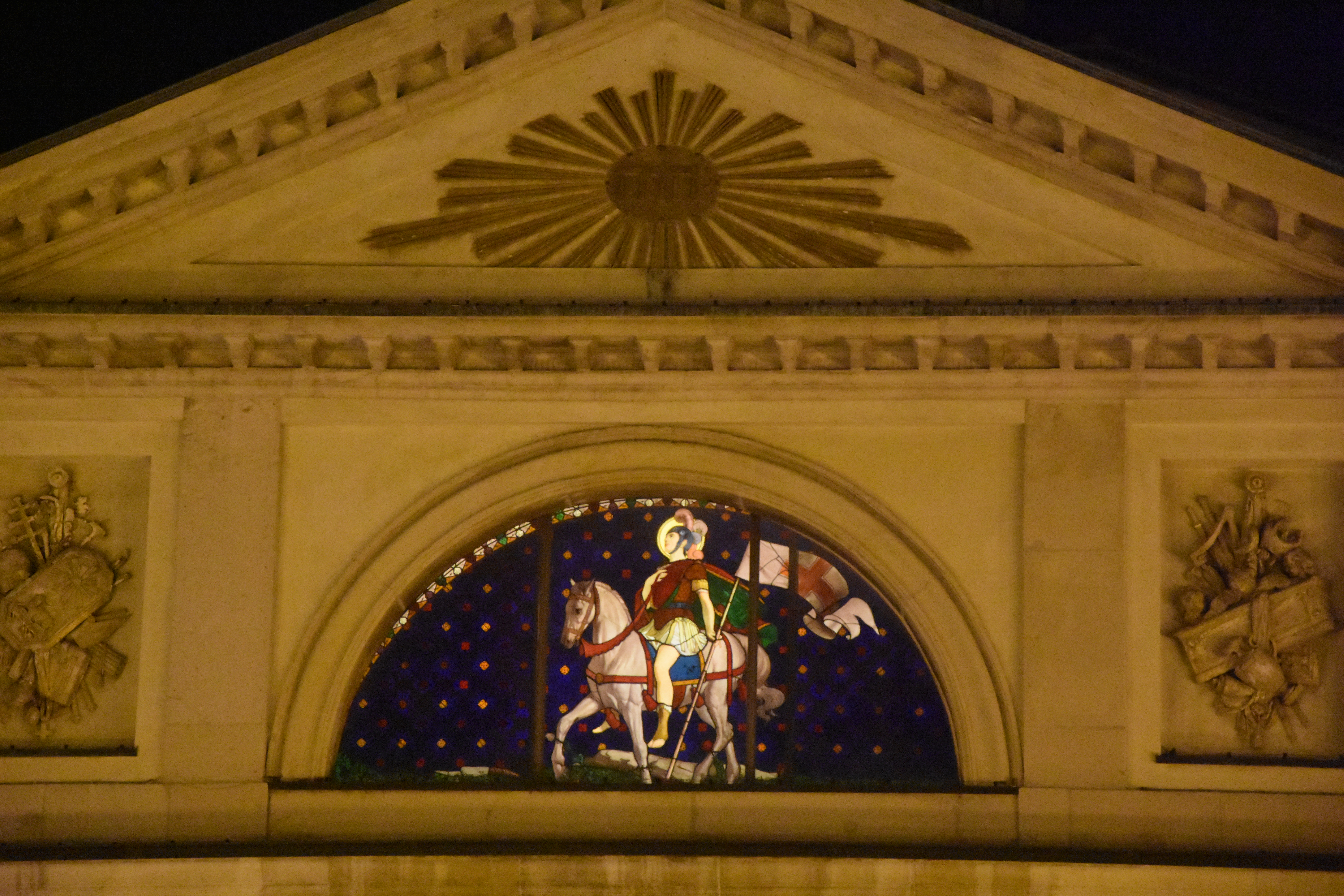
Particolare della facciata, con la vetrata raffigurante il santo patrono
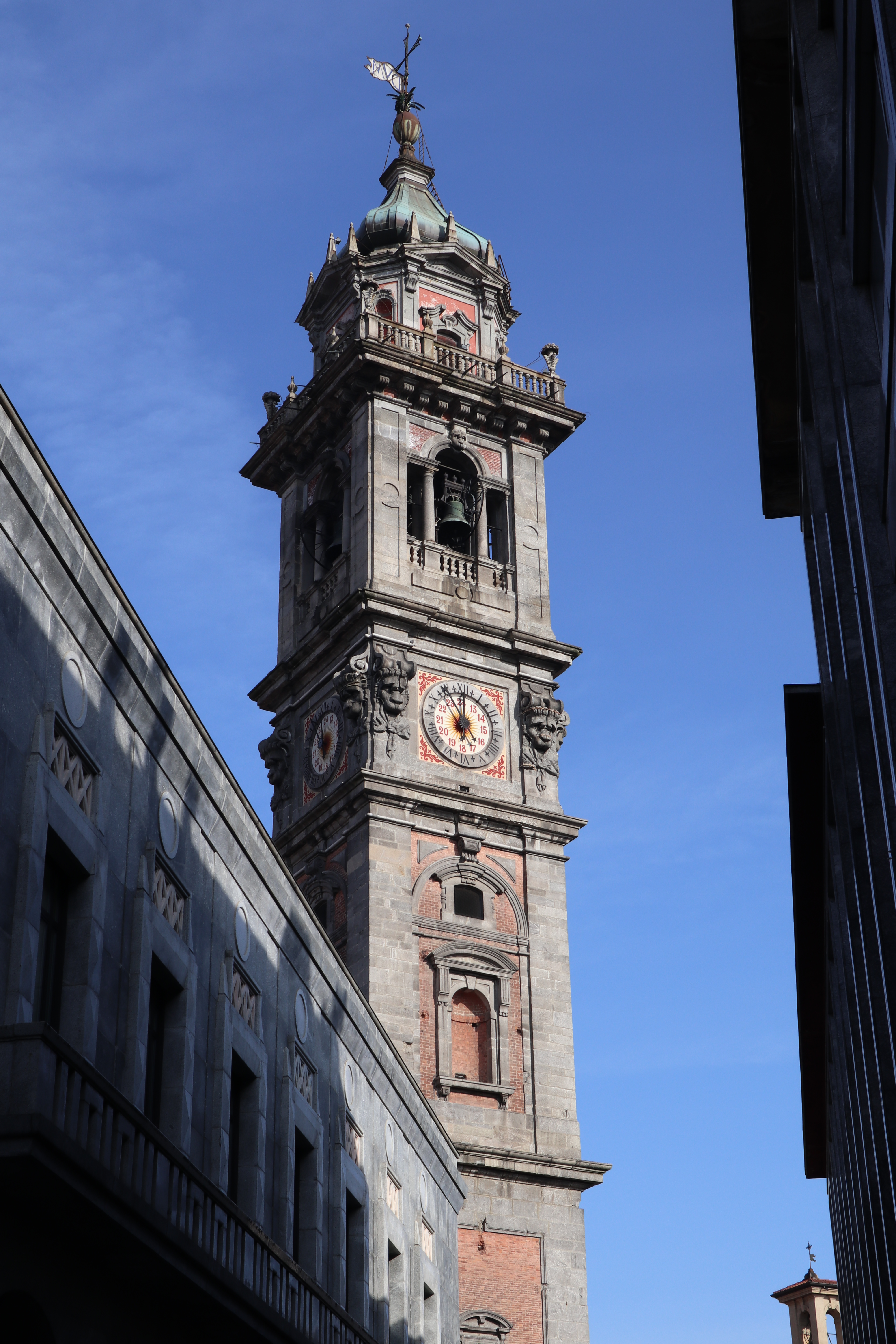
Il campanile
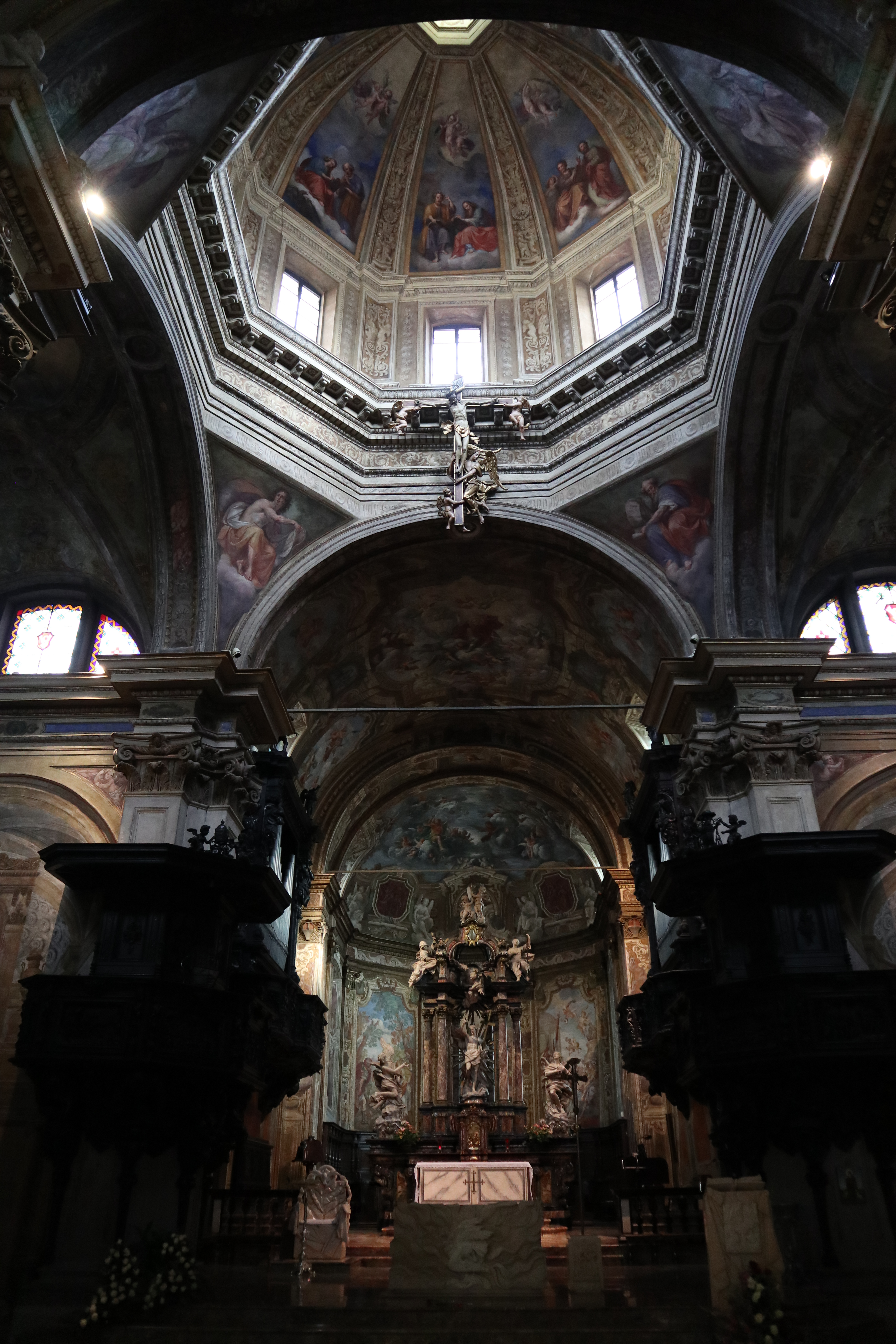
Presbiterio e cupola
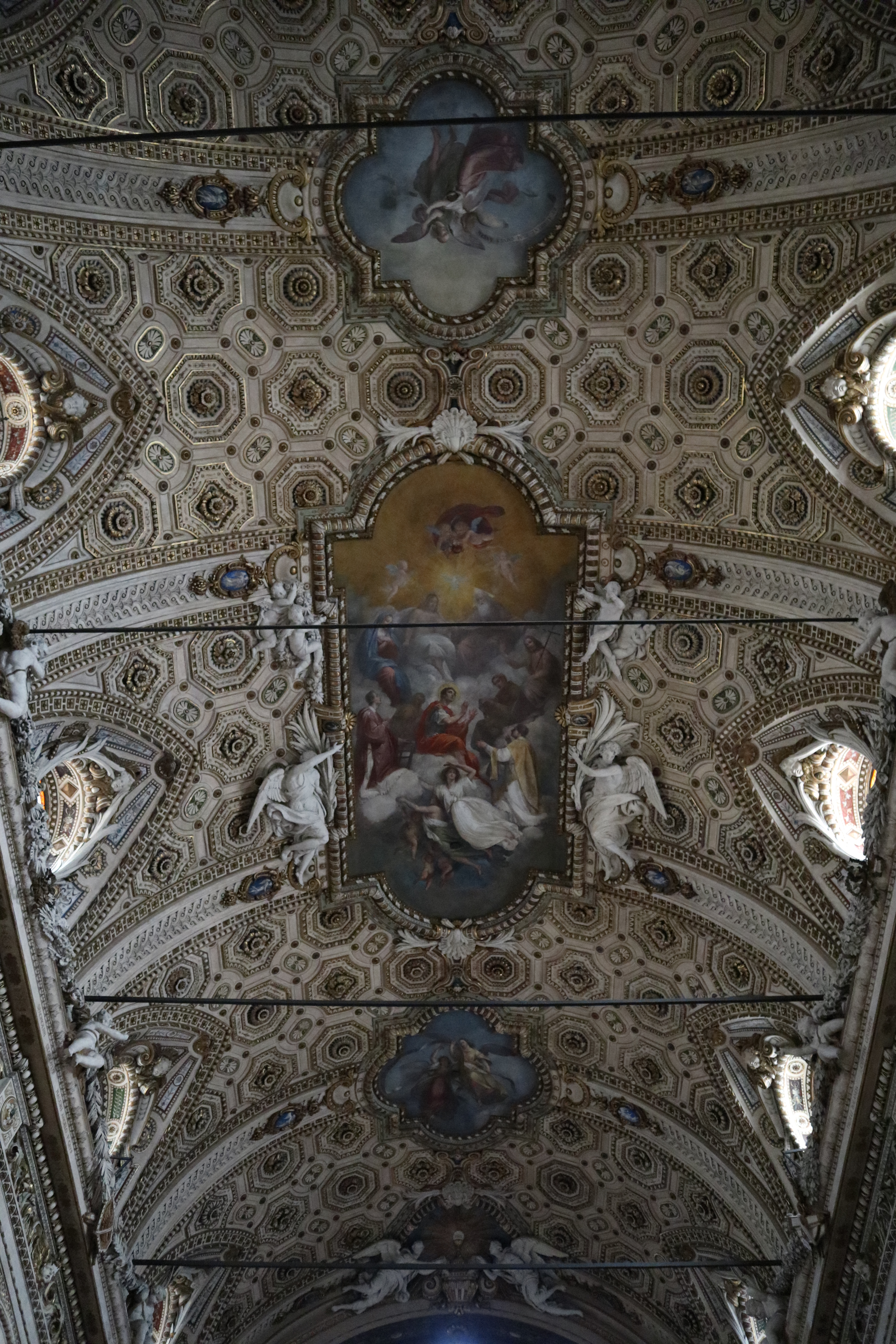
La volta della navata centrale
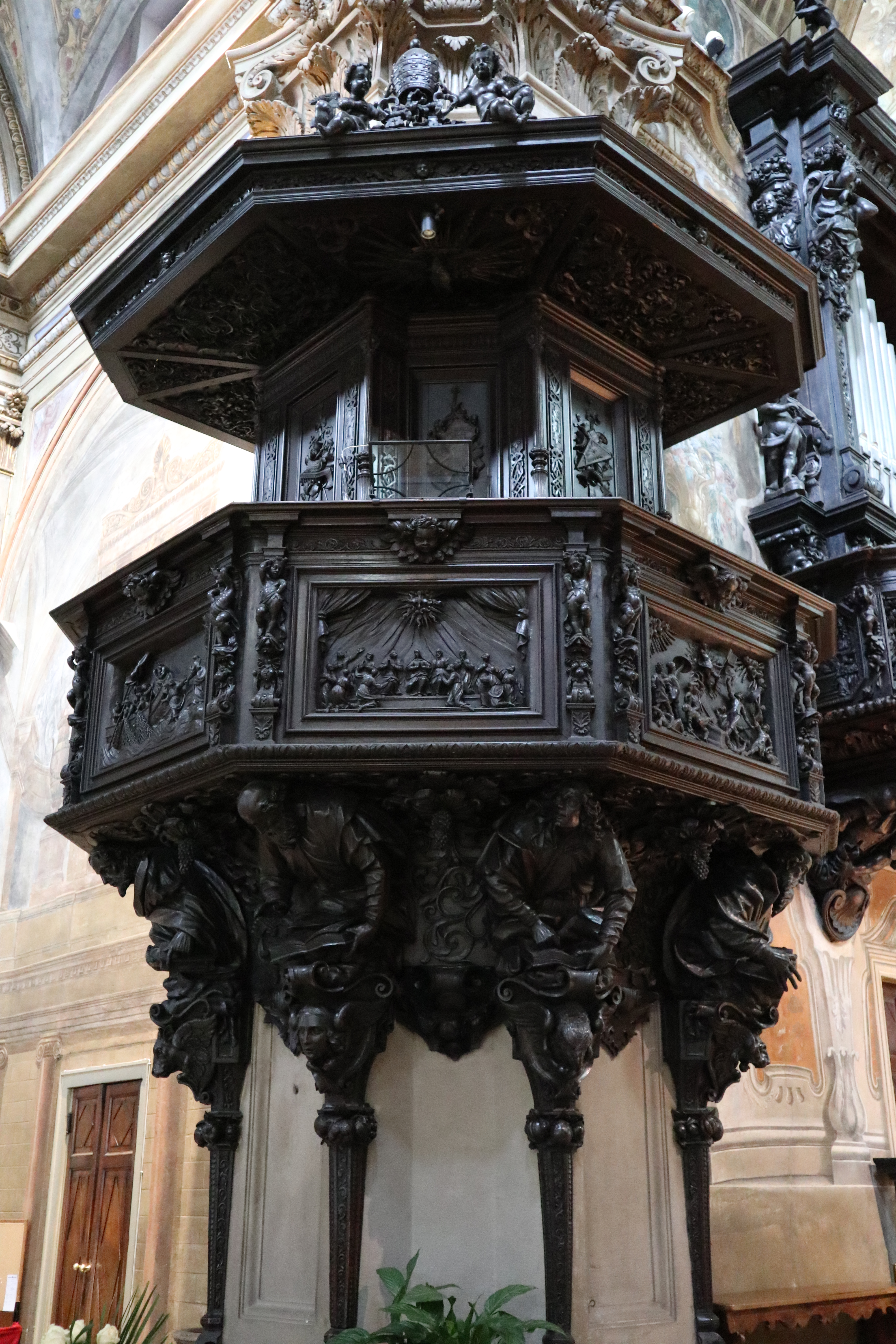
Il pulpito ligneo seicentesco
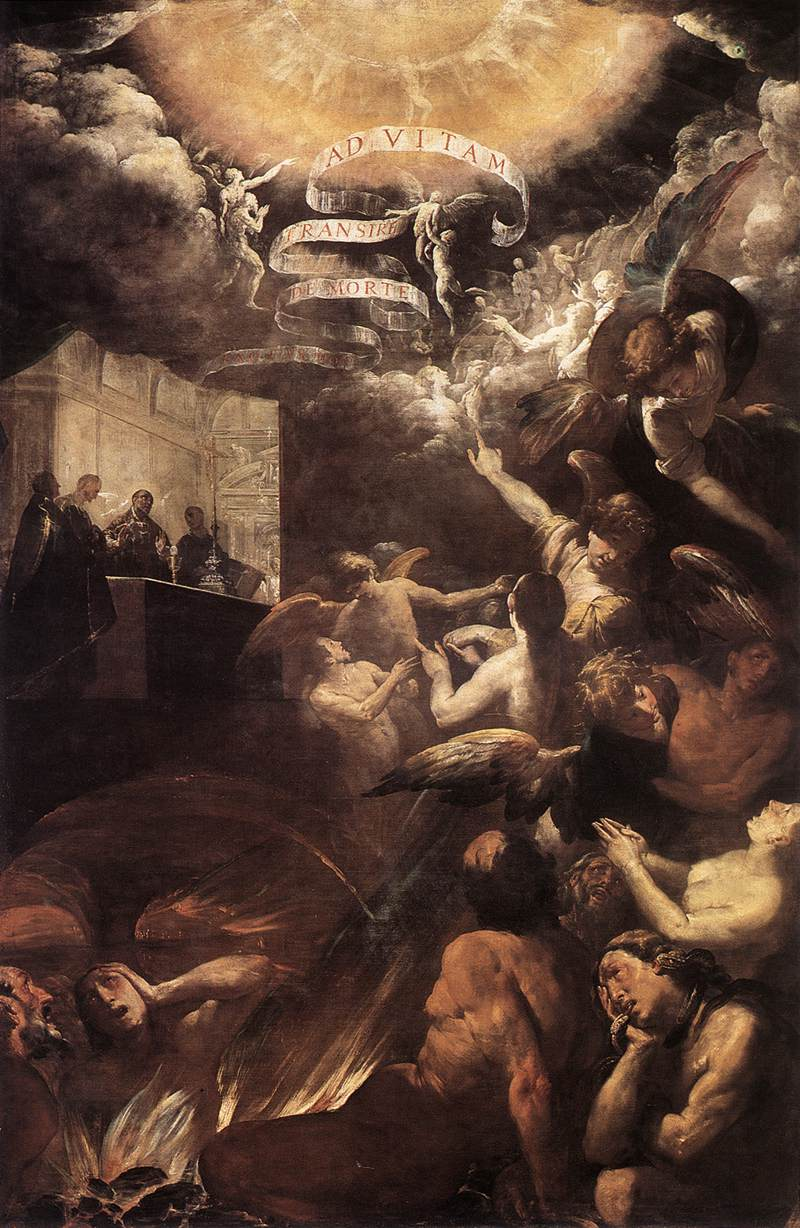
Giovanni Battista Crespi, San Gregorio consegna l'anima di un monaco